# 漢列特 (阿肯色州)
漢列特（英語：Hamlet）是位於美國阿肯色州福克納縣的一個非建制地區。該地的面積和人口皆未知。

## 地理
漢列特的座標為35°04′41″N 92°18′19″W / 35.07806°N 92.30528°W，而該地的平均海拔高度為90米（即295英尺）。